# روباهک
روباهک از صورت‌های فلکی است.
ستارگان این پیکر آسمانی گروه‌ستارگانی هستند که خیلی ناپیدایند.
معادل لاتین:Vul مساحت:۲۷۸ درجه مربع

## افسانه
در سال ۱۶۹۰ توسط یوهانس هولیوس ستاره‌شناس آلمانی-لهستانی بنیاد گذاشته شد. نامی که او به این بخش از آسمان داد «روباه با غاز» بود که به تدریج نام غاز حذف و امروزه ما آن را «روباه» می‌نامیم.

## ستاره‌ها
ستاره آلفا دارای طیفM۰ با قدر ۴٫۴ و فاصله ۸۵ سال نوری است.

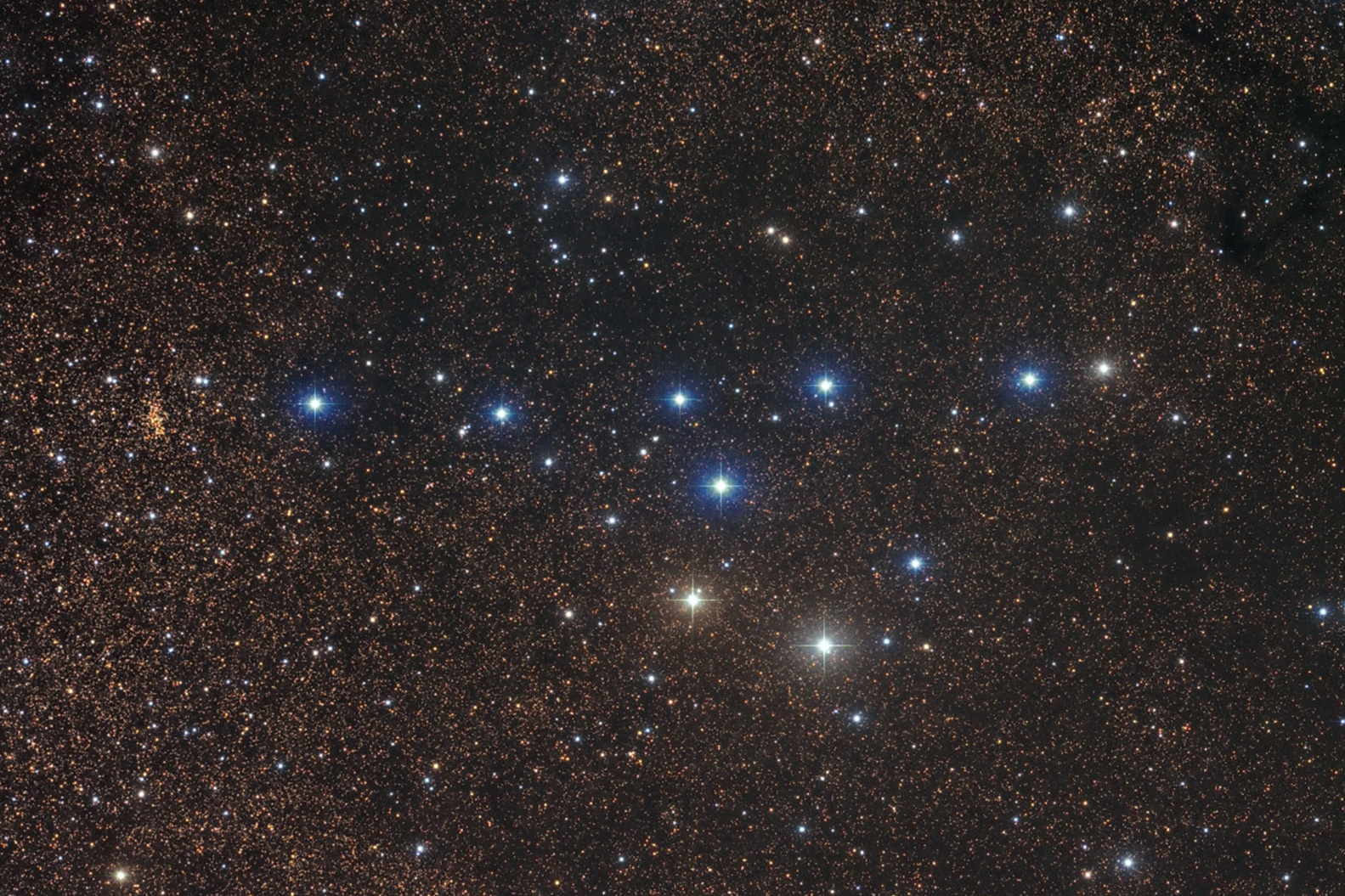
صورتواره چوب لباسی در صورت فلکی روباهک است. اولین بار عبدالرحمن صوفی ستاره‌شناس ایرانی آن را توصیف کرد.

صورتواره چوب لباسی نیز در این صورت فلکی شایان توجه است.

## اجرام عمقی آسمان
1. M۲۷